# Ceregnano
Ceregnano är en ort och kommun i provinsen Rovigo i regionen Veneto i Italien. Kommunen hade 3 533 invånare (2018).